# Fröbol
Fröbol är en  bebyggelse i Arvika kommun, Värmlands län, belägen i Älgå socken vid Glafsfjorden, väster om Arvika. SCB avgränsade här en småort från 1990 till 2015 samt från 2020 till 2023.